# Gogebic County
Gogebic County is een county in het uiterste westen van de Amerikaanse staat Michigan.
De county heeft een landoppervlakte van 2.854 km² en telt 17.370 inwoners (volkstelling 2000). De hoofdplaats is Bessemer.
Gogebic County werd in 1867 gecreëerd. De naam is waarschijnlijk afkomstig van het Ojibwe-woord bic, dat "rots" zou betekenen. Een alternatieve verklaring luidt dat de naam is afgeleid van Lake Agogebic, een meer dat nu Lake Gogebic heet.